# Ernesto Guerra da Cal
Ernesto Guerra da Cal (Ferrol, 1911 — Lisboa, 1994) va ser un poeta i assagista gallec.

## Obres
- Lua de Além-Mar (1959)
- Poemas (1961)
- Rio de sonho e tempo (1963)
- Motivos de Eu (1966)
- Futuro inmemorial (1985)
- Deus, tempo, amor e outras bagatelas (1987)
- Espelho cego (1990)